# Chaetocladius ligni
Chaetocladius ligni är en tvåvingeart som beskrevs av Peter Scott Cranston och Oliver 1988. Chaetocladius ligni ingår i släktet Chaetocladius och familjen fjädermyggor.
Artens utbredningsområde är Oregon. Inga underarter finns listade i Catalogue of Life.